# Estádio Karaiskakis
O Estádio Georgios Karaiskakis (em grego: Στάδιο Γεώργιος Καραϊσκάκης, [staðio ɟe'ɔɾɟos karais'kakis]), mais conhecido como Estádio Karaiskakis, é um estádio de futebol localizado em Pireu, região metropolitana de Atenas, na Grécia. É a casa do clube Olympiacos.
Inaugurado em 1895, serviu como velódromo nos Jogos Olímpicos de Verão de 1896. Passou por reformas em 1964 e 2004 (visando as competições de futebol nas Olimpíadas de 2004) e atualmente possui 33 330 lugares.
Foi sede da final da Recopa Europeia de 1971 e da Supercopa da UEFA de 2023, sendo considerado um "Estádio 4 Estrelas" pela UEFA.
O nome do estádio é uma homenagem a Georgios Karaiskakis, herói da Guerra da Independência Grega.